# Quận Edgecombe, North Carolina
Quận Edgecombe là một quận nằm ở tiểu bang Bắc Carolina. Quận này thuộc Vùng đô thị Rocky Mount, Bắc Carolina. Tại thời điểm năm 2000, quận có dân số 55.606 người. Quận lỵ đóng ở Tarboro6.

## Lịch sử
Quận được lập ngày in 1741 từ quận Bertie. Quận được đặt tên theo Richard Edgcumbe.

## Địa lý
Theo Cục điều tra dân số Hoa Kỳ, quận có tổng diện tích 507 dặm Anh vuông (1.312 km²), trong đó, 505 dặm Anh vuông (1.308 km²) là diện tích đất và 2 dặm Anh vuông (4 km²) trong tổng diện tích (0,31%) là diện tích mặt nước.

### Các thị trấn
Quận được chia thành 14 xã, được đánh số và đặt tên như sau: 1 (Tarboro), 2 (Lower Conetoe), 3 (Upper Conetoe), 4 (Deep Creek), 5 (Lower Fishing Creek), 6 (Upper Fishing Creek), 7 (Swift Creek), 8 (Sparta), 9 (Otter Creek), 10 (Lower Town Creek), 11 (Walnut Creek), 12 (Rocky Mount), 13 (Cokey), và 14 (Upper Town Creek).

### Các quận giáp ranh
- Quận Halifax, Bắc Carolina - Đông bắc
- Quận Martin, Bắc Carolina - Đông
- Quận Pitt, Bắc Carolina - Đông nam
- Quận Wilson, Bắc Carolina - Tây nam
- Quận Nash, Bắc Carolina - Tây bắc

## Thông tin nhân khẩu
Theo cuộc điều tra dân số2 tiến hành năm 2000, quận này có dân số 55.606 người, 20.392 hộ, và 14.804 gia đình sinh sống trong quận này. Mật độ dân số là 110 người trên mỗi dặm Anh vuông (43/km²). Đã có 24,002 đơn vị nhà ở với một mật độ bình quân là 48 trên mỗi dặm Anh vuông (18/km²). Cơ cấu chủng tộc của dân cư sinh sống tại quận này gồm 40,06% người da trắng, 57,46% người da đen hoặc người Mỹ gốc Phi, 0,20% người thổ dân châu Mỹ, 0,13% người gốc châu Á, 0,01% người các đảo Thái Bình Dương, 1,56% từ các chủng tộc khác, và 0,58% từ hai hay nhiều chủng tộc. 2,79% dân số là người Hispanic hoặc người Latin thuộc bất cứ chủng tộc nào.
Có 20.392 hộ trong đó có 32,80% có con cái dưới tuổi 18 sống chung với họ, 46,20% là những cặp kết hôn sinh sống với nhau, 21,50% có một chủ hộ là nữ không có chồng sống cùng, và 27,40% là không gia đình. 24,00% trong tất cả các hộ gồm các cá nhân và 10,10% có người sinh sống một mình và có độ tuổi 65 tuổi hay già hơn. Quy mô trung bình của hộ là 2,67 còn quy mô trung bình của gia đình là 3,16,
Phân bố độ tuổi của cư dân sinh sống trong huyện là 27,10% dưới độ tuổi 18, 8,60% từ 18 đến 24, 28,40% từ 25 đến 44, 23,40% từ 45 đến 64, và 12,50% người có độ tuổi 65 tuổi hay già hơn. Độ tuổi trung bình là 36 tuổi. Cứ mỗi 100 nữ giới thì có 86,80 nam giới. Cứ mỗi 100 nữ giới có độ tuổi 18 và lớn hơn thì, có 80,80 nam giới.
Thu nhập bình quân của một hộ ở quận này là $30.983, và thu nhập bình quân của một gia đình ở quận này là $35.902, Nam giới có thu nhập bình quân $27.300 so với mức thu nhập $21.649 đối với nữ giới. Thu nhập bình quân đầu người của quận là $14.435, Khoảng 16,00% gia đình và 19,60% dân số sống dưới ngưỡng nghèo, bao gồm 27,50% những người có độ tuổi 18 và 18,40% là những người 65 tuổi hoặc già hơn.

## Thành phố và Thị trấn
- Conetoe
- Leggett
- Macclesfield
- Pinetops
- Princeville
- Rocky Mount
- Sharpsburg
- Speed
- Tarboro
- Whitakers
- Houseville

## Cư dân nổi tiếng
- Quận Duncan Lamont Clinch (1787-1849)[1]
- Dorsey Pender (1834-1863).